# Barbarakapelle (Frauenkron)

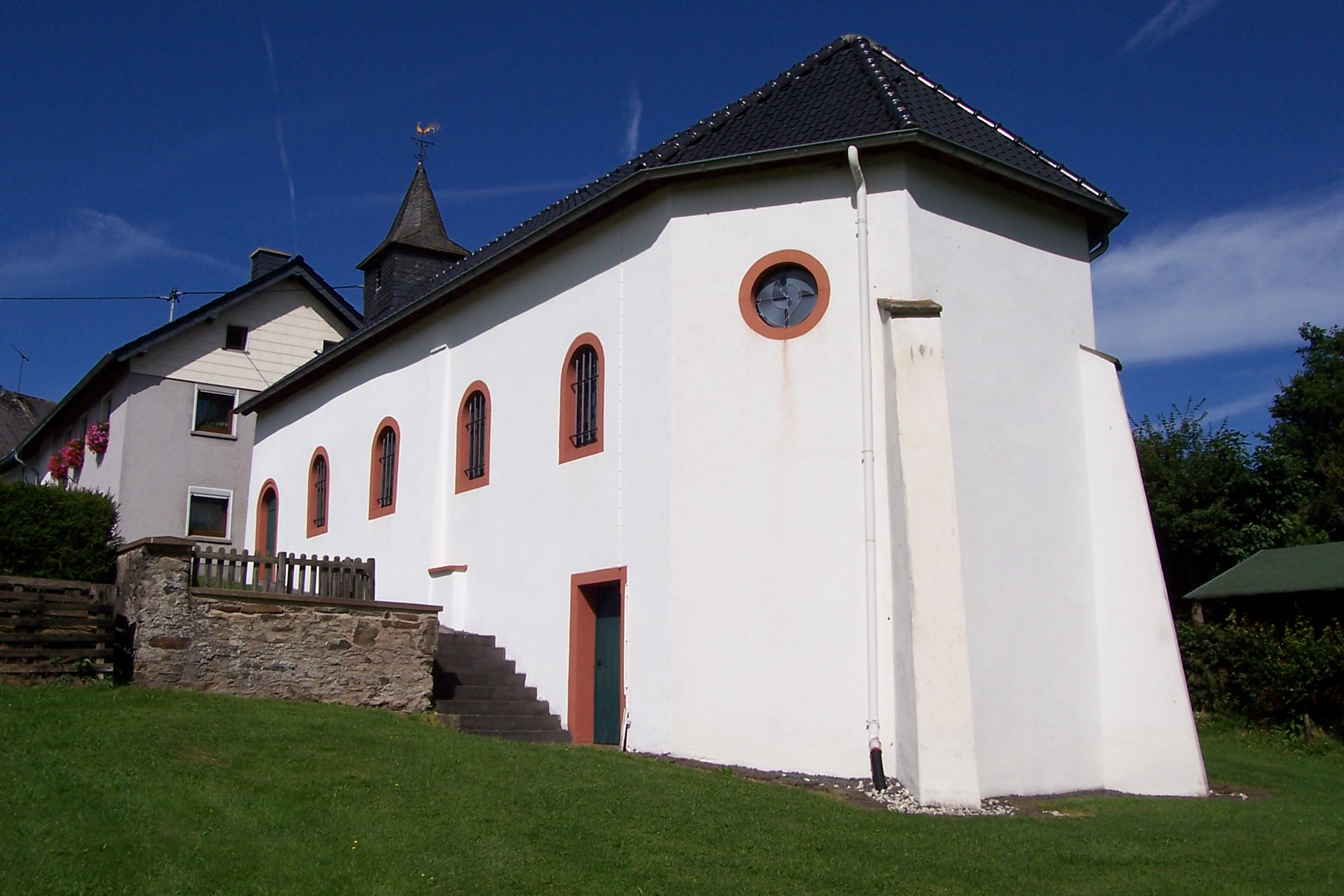
Barbarakapelle in Frauenkron

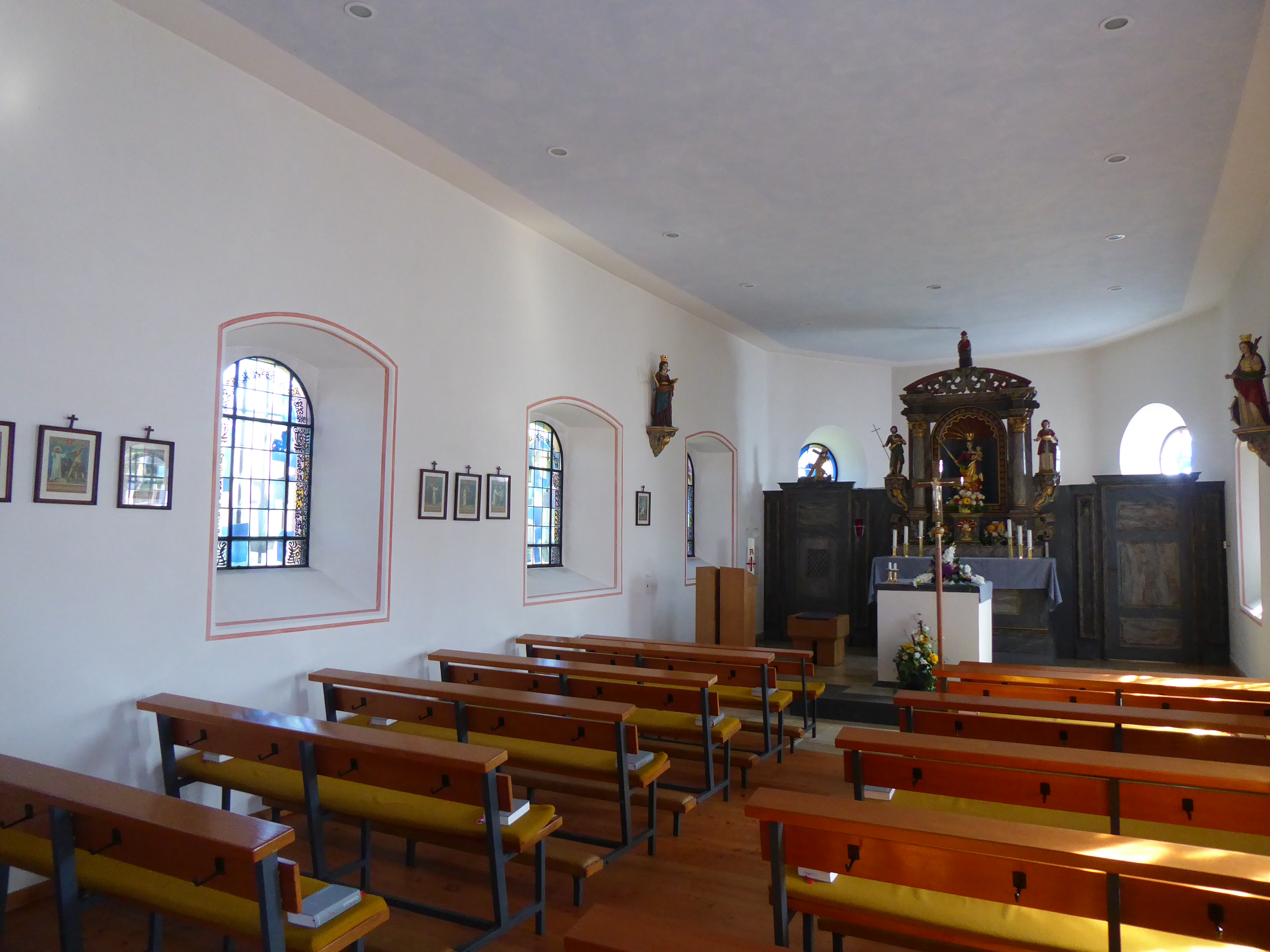
Innenraum, Blick Richtung Altar

Die Barbarakapelle ist die römisch-katholische Kapelle des Ortsteils Frauenkron der Gemeinde Dahlem im Kreis Euskirchen (Nordrhein-Westfalen).
Das Gotteshaus gehört zur Pfarre St. Brictius Berk und ist als Baudenkmal unter Nummer 71 in die Liste der Baudenkmäler in Dahlem (Nordeifel) eingetragen.

## Geschichte
Die heutige Kapelle geht auf eine Klosterkirche eines Zisterzienserinnenklosters zurück, welches um das Jahr 1253 in Frauenkron errichtet worden ist. Dieses Nonnenkloster wurde aber bereits im 14. Jahrhundert aufgelöst. In den folgenden Jahrhunderten sind die Klostergebäude bis auf die Kapelle gänzlich verschwunden.
Um das Jahr 1686 wurde die Kapelle im Baustil des Barock als Saalkirche vermutlich neu errichtet. Ob noch einzelne Mauerteile von der alten Klosterkirche erhalten sind, ist nicht bekannt. 1931 wurde das Gotteshaus renoviert und der Dachreiter errichtet. Im Zweiten Weltkrieg wurde das Gotteshaus 1944 stark beschädigt. 1952 wurde die Kapelle wiederhergestellt und nach Osten hin erweitert. Die Pläne dazu stammen vom Dahlemer Architekten Hans Müller. 1959 wurde im Untergeschoss des in Hanglage befindlichen Bauwerks eine Sakristei eingebaut.

## Ausstattung
Im Innenraum befindet sich ein barocker Hochaltar aus dem 17. Jahrhundert. Ihn schmücken drei Heiligenfiguren. Links ist Johannes der Täufer zu sehen, in der Mitte eine Muttergottesfigur und rechts die hl. Barbara von Nikomedien. Des Weiteren befinden sich noch zwei weitere Heiligenfiguren in der Kapelle, die die hl. Katharina von Alexandrien und die hl. Lucia von Syrakus darstellen. Alle Figuren wurden um 1990 von der Südtiroler Bildhauerwerkstatt Senoner aus Wolkenstein in Gröden als Nachbildungen für 1989 gestohlene Figuren aus dem 17. Jahrhundert geschaffen.